# Joaquín Fonseca
Fray Joaquín Fonseca (Aramil, Siero, Asturias, 10 de noviembre de 1822-Ávila, 18 de enero de 1890), fue un religioso asturiano perteneciente a la Orden de Predicadores.

## Biografía
Con 18 años ingresó en el Colegio de los Dominicos Misioneros de Asia de Ocaña, Toledo, donde hizo el noviciado, profesando el 6 de diciembre de 1841. Al año siguiente marchó a Filipinas, completando sus estudios en la Universidad Santo Tomás de Manila. Fue ordenado sacerdote en diciembre de 1844 y graduado en teología en 1847, comenzando ese mismo año la enseñanza de filosofía, labor que hizo hasta 1851, año del que se graduó en teología, haciéndose cargo de la cátedra hasta 1870.
Regresó a España en 1874, siendo nombrado regente de estudios y profesor de teología en el Colegio de Ocaña, labor que también llevó a cabo en el convento de Santo Tomás de Ávila.
Volvió nuevamente a Manila en 1878, ocupando el cargo de Rector y Canciller de la Universidad Santo Tomás hasta 1880, año en el que vuelve a España. 
En 1882 protagonizó una polémica con Marcelino Menéndez Pelayo, por haber mostrado este ciertas dudas sobre la filosofía tomista. El padre Fonseca sostenía que esta era la única filosofía verdadera y el año anterior había publicado, en defensa de esa tesis, la obra «Triduo o Ramillete dedicado a Santo Tomás de Aquino». El diario tradicionalista El Siglo Futuro, enfrentado a la Unión Católica de Pidal, defendida por Menéndez Pelayo, publicó una de las notas de esta obra bajo el título «Defensa de la filosofía cristiana», en la que se aludía al polígrafo santanderino. A la réplica del dolido Menéndez Pelayo («Contestación a un filósofo tomista»), el padre Fonseca publicó en el mismo diario un artículo titulado «Contestación de un tomista a un filósofo del Renacimiento».
En los años finales de su vida volvió nuevamente a Ávila, hasta que el 18 de enero de 1890 una pulmonía acabó con su vida a los 68 años de edad.
Como escritor sacó a la luz una gran cantidad de títulos de teología, filosofía, poesía e historia.
Según Juan Marín del Campo, el padre Joaquín Fonseca fue uno de los grandes tomistas españoles contemporáneos, junto con Juan Manuel Ortí y Lara y los también padres dominicos fray Ceferino González y fray Norberto del Prado.

## Obras
- Composiciones poéticas (Manila, 1858).
- Obsequio a los vencedores del Callao (Manila, 1866).
- Historia de los PP. Dominicos en las Islas Filipinas y en sus misiones de Japón, China, Tonkín y Formosa (Madrid, 1871, 6 vols.).
- Diálogo entre San Alberto Magno y Santo Tomás (Manila, 1874). En verso.
- Los Mártires Dominicos del Extremo Oriente (Manila, 1878).
- Reseña histórica de la Catedral de Manila (Manila, 1880).